# Andrei Kivilev

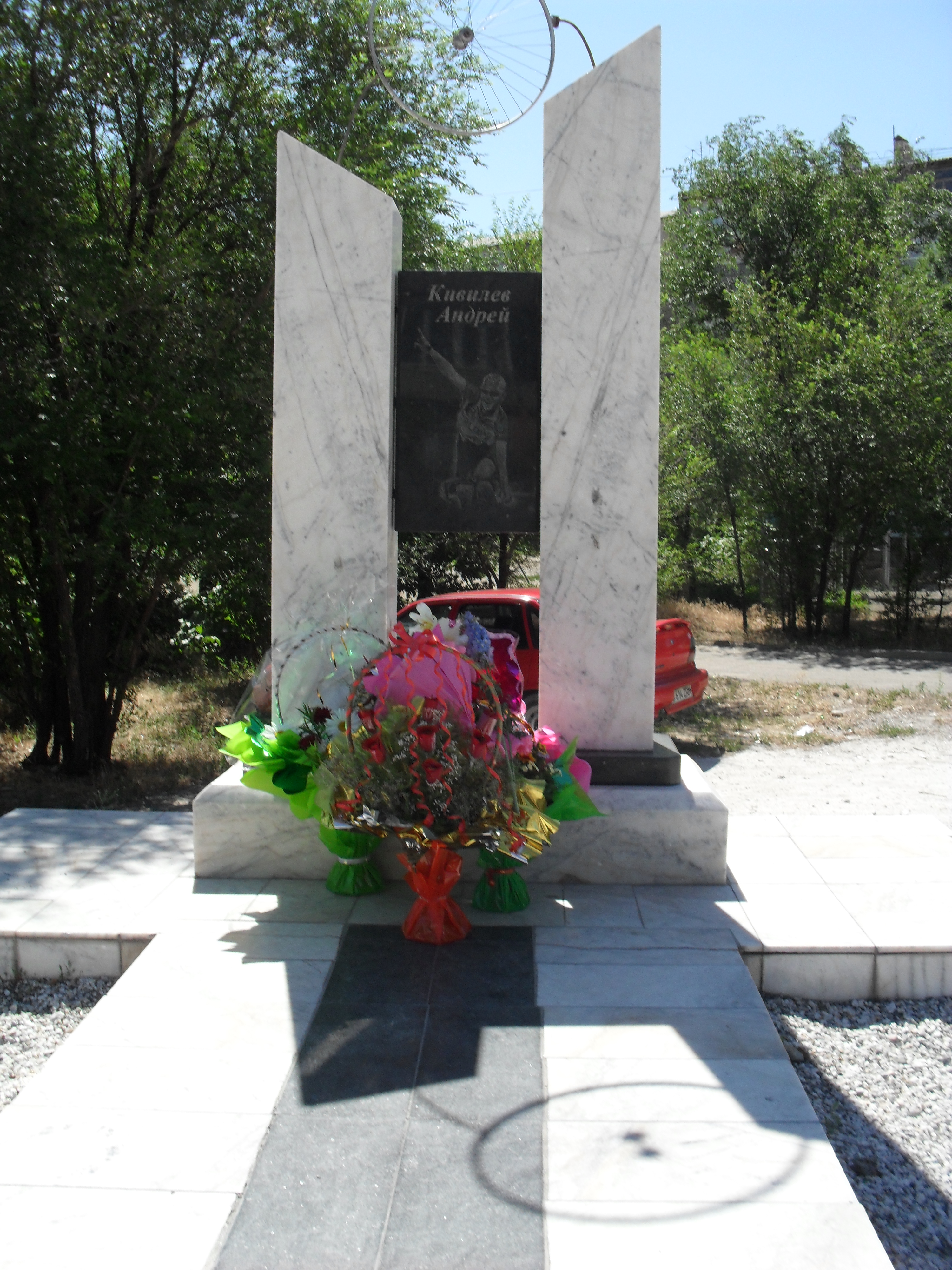
Tomba del ciclista.

Andrei Mikhailovitx Kivilev (en kazakh Андрей Михайлович Кивилев, en rus Андрей Михайлович Кивилёв) (Taldykorgan, Província d'Almati, 16 de setembre de 1973 - Saint-Étienne, 12 de març de 2003), va ser un ciclista kazakh professional del 1998 al 2003.
Del seu palmarès destaca les victòries finals a la Volta a Turquia de 1995, i a la Ruta del Sud de 2001 i especialment una quarta posició al Tour de França del mateix any.
Va morir degut a una caiguda durant la disputa de la segona etapa de la París-Niça de 2003. Kivilev, que no portava casc, es va fracturar el crani i va morir l'endemà. Com a conseqüència de la seva mort, l'UCI va instaurar la obligatorietat de portar casc en les seves curses.

## Palmarès
- 1994
  - Medalla d'or als Jocs Asiàtics en ruta
- 1995
  - 1r a la Volta a Turquia
  - Vencedor de 2 etapes a la Volta a l'Equador
- 1997
  - 1r al Commonwealth Bank Classic
  - Vencedor d'una etapa al Tour del Bearn
- 2001
  - 1r a la Ruta del Sud
  - Vencedor d'una etapa al Critèrium del Dauphiné Libéré

### Resultats al Tour de França
- 2000. 32è de la classificació general
- 2001. 4t de la classificació general
- 2002. 21è de la classificació general

### Resultats al Giro d'Itàlia
- 1998. 53è de la classificació general

### Resultats a la Volta a Espanya
- 1999. Abandona